# The Beatles Collection
The Beatles Collection è un box set del gruppo musicale britannico The Beatles, pubblicato nel 1978 per il mercato inglese e nel 1979 per quello statunitense.

## Contenuti
Tutti gli album erano presentati in formato stereo, e in più era presente un disco bonus intitolato Rarities contenente versioni alternative delle canzoni e rarità varie dei Beatles.
La versione americana pubblicata dalla Capitol Records conteneva lo stesso contenuto del cofanetto inglese, ma una versione differente di Rarities. Il Rarities statunitense differiva da quello inglese poiché conteneva le versioni in inglese delle canzoni She Loves You e I Want to Hold Your Hand, al posto delle versioni in tedesco presenti sulla sua controparte britannica. L'edizione statunitense del cofanetto fu stampata in un'edizione limitata di sole 3 000 copie numerate.
Il box set non comprende l'album Magical Mystery Tour. Il disco in questione era stato pubblicato negli Stati Uniti nel 1967, ma non veniva considerato parte integrante della discografia ufficiale del gruppo, in quanto in Inghilterra era uscito sotto forma di EP e come album vero e proprio, non venne pubblicato fino al 1976.

## Contenuto
- Please Please me
- With the Beatles
- A Hard Day's Night
- Beatles for Sale
- Help!
- Rubber Soul
- Revolver
- Sgt. Pepper's Lonely Hearts Club Band
- White Album
- Yellow Submarine
- Abbey Road
- Let it Be
- Rarities